# Тароко (национальный парк)
Национальный парк Тароко (кит. трад. 太魯閣國家公園, пиньинь Tàilǔgé gúojiā gōngyuán, палл. Тайлугэ гоцзя гунъюань) — один из восьми национальных парков Тайваня. Расположен на территориях уездов Хуалянь, Тайчжун и Наньтоу. Имеет площадь равную 920 км². Парк был образован генерал-губернатором Тайваня 12 декабря 1937, когда Тайвань был частью Японии. После поражения Японии во Второй мировой войне остров Тайвань был передан Китайской Республике, правительство которой 15 августа 1945 года упразднило парк, и только 28 ноября 1986 он был восстановлен.
Национальный парк Тароко включает в себя:
- Тоннель Девяти Поворотов
- Храм Вечной Весны (Храм Чанчунь)
- Горячий источник Вэньшань
- Тоннель водных занавесей
- Ласточкины гроты
- Мраморный мост

Главной достопримечательностью парка является ущелье Тароко или «мраморное ущелье», которое тянется на 19 километров через горы восточного побережья через центр парка Тароко. У входа в ущелье лежит деревня Тянсян, которая широко известна своим висячим мостом, колоритной пагодой и ультрасовременной гостиницей класса «пять звезд». Вокруг ущелья Тароко — множество троп для пешего туризма и треккинга, горячих источников, храмов и старинных деревень племени ами. Близлежащий город Хуалянь известен как центр производства лучших мраморных изделий на острове. Здесь производят практически все, что можно сделать из камня, начиная от традиционных надгробных памятников, и заканчивая шахматами, посудой и мебелью.